# 何塞·德·扬瓜斯-梅西亚

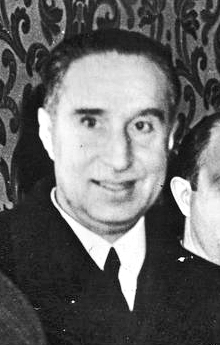
第11代圣克拉拉德阿韦迪略子爵何塞·德·扬瓜斯

第11代圣克拉拉德阿韦迪略子爵何塞·德·扬瓜斯（西班牙語：José de Yanguas, 11th Viscount of Santa Clara de Avedillo，1890年2月25日—1974年6月30日），是西班牙贵族、外交官和政治家，他曾在米格尔·普里莫·德·里维拉独裁时期担任外交大臣。1931年第二共和国建立后，扬瓜斯同右翼组织“西班牙行动”合作，致力于恢复君主制。西班牙内战爆发后不久，扬瓜斯加入佛朗哥政府，并于1938年被任命为驻教廷全权大使。